# Neusser Bauverein
Die Neusser Bauverein GmbH ist ein Wohnungsunternehmen mit Sitz in Neuss (Nordrhein-Westfalen). Sie ist eine Tochter der städtischen Neusser Bau und Immobilienmanagement GmbH. Die Neusser Bauverein GmbH verwaltet (Stand 31. Dezember 2022) insgesamt 7.414 Wohnungen und 919 Häuser, die sich in Neuss befinden, und ist damit die größte Wohnungsanbieterin im Rhein-Kreis Neuss. 

## Geschichte

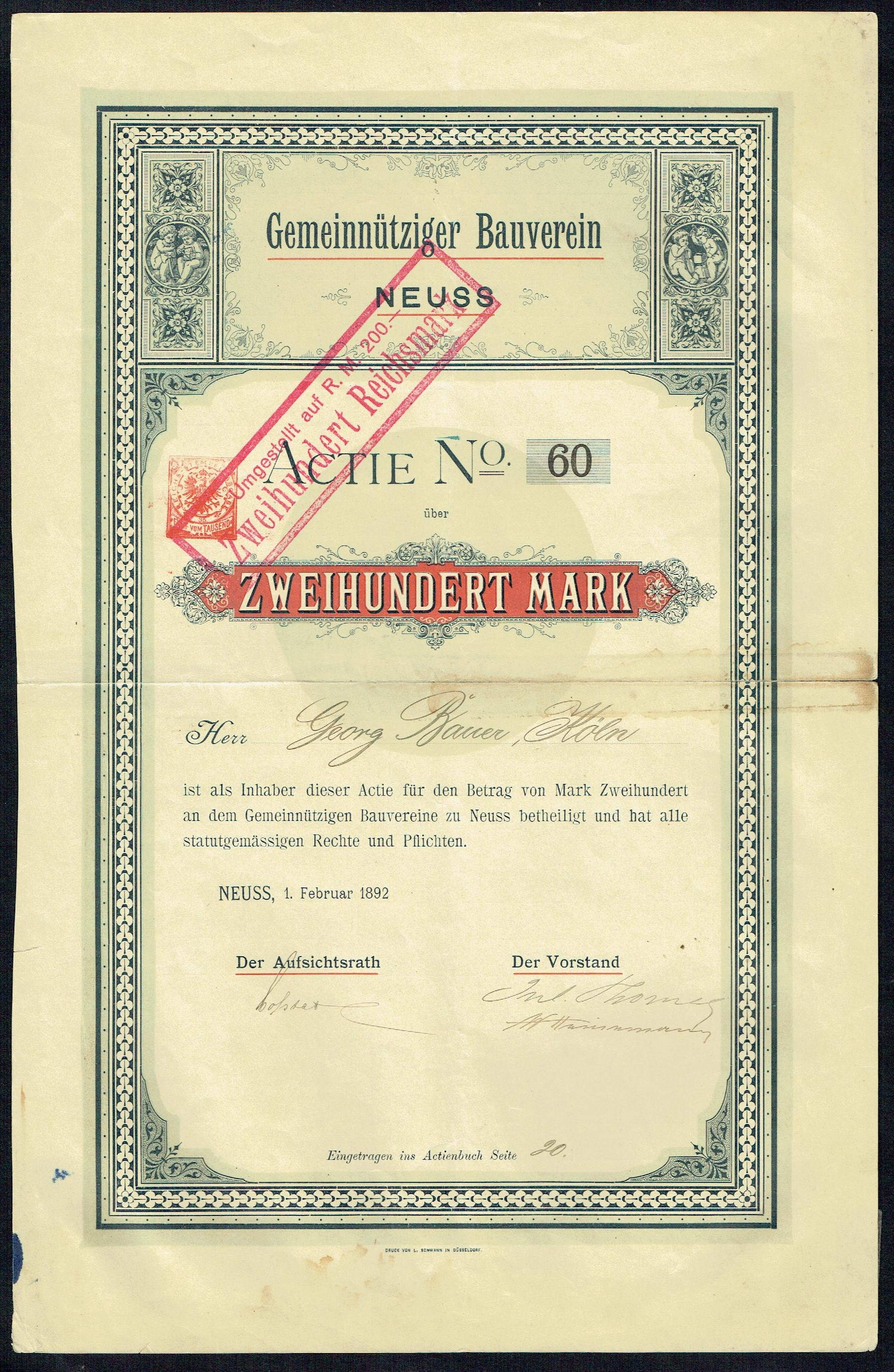
Aktie über 200 Mark des Gemeinnützigen Bauvereins zu Neuss vom 1. Februar 1892

Am 1. August 1891 wurde die Neusser Gemeinnützige Bauverein AG auf Betreiben des damaligen Landrats Clemens Freiherr von Schorlemer gegründet mit dem Ziel, billige und gesunde Wohnungen zu beschaffen.
Im Jahr 1990 wurde die Modernes Neuss Grundstücks- und Bau-GmbH als Tochter der Neusser Bauverein AG gegründet. Sie ist in der Bauträgersparte aktiv und hat bereits über 1.400 Häuser bzw. Wohnungen gebaut sowie zahlreiche Grundstücke vermittelt.
Für die kommenden Jahre plant der Bauverein weitere 1000 neue bezahlbare Mietwohnungen.
Die Neusser Bauverein AG wurde Anfang 2022 in eine GmbH umgewandelt:  Am 11. Januar 2022 erfolgte die Eintragung der GmbH ins Handelsregister (HRB 22152, Amtsgericht Neuss). 
Seit Ende 2022 sind unter dem Dach der städtischen Neusser Bau und Immobilienmanagement GmbH als Immobilienkompetenzzentrum das städtische Wohnungsunternehmen, die Neusser Bauverein GmbH, das frühere Gebäudemanagement der Stadtverwaltung, die Gebäudemanagement Neuss Service GmbH, und die City Parkhaus GmbH als jeweils 100-prozentige Tochtergesellschaften vereint.

## Geschäftsfelder
Die aktuellen Geschäftsfelder der Neusser Bauverein GmbH sind:
- Vermietung und Verwaltung von öffentlich geförderten und freifinanzierten Wohnungen und Gewerbeeinheiten
- Errichtung und Verkauf von
  - Eigentumswohnungen
  - Reihenhäusern
  - Doppelhäusern
- Verwaltung von Wohneigentum für Dritte
- Stadt- und Quartiersentwicklung
- Gewerbliche Projektentwicklung